# Церква святого Димитрія (Семиківці)
Церква святого Димитрія в Семиківцях — храм Святого Великумученика Димитрія Зарваницького деканату Тернопільсько-Зборівської архиєпархії Української греко-католицької церкви в селі Семиківці. Тернопільського району

## Історія церкви
Парафія в селі Семиківці була утворена ще в XIX столітті. До 1946 року греко-католики мали власну дерев'яну церкву, збудовану у 20-х роках XX століття. Теперішній храм громади походить з польського костелу. Його будівництво профінансував римо-католик Петро Данилишин, який після завершення робіт перейшов на візантійський обряд.
Після Другої світової війни парафія і храм були в підпорядкуванні РПЦ, але з 1991 року вони знову повернулися в лоно УГКЦ. У лютому 2013 року з єпископською візитацією парафію відвідав архиєпископ та митрополит Василій Семенюк.
На парафії діють братство «Апостольство молитви», Вівтарна дружина та спільнота «Матері в молитві».

## Парохи
- о. Андрій Підгородецький (23 вересня 2005 — ?)[джерело?],
- о. Андрій Чернецький (2016—2020)[джерело?],
- о. Володимир Маламон (від 2020)[джерело?].